# Dereham
Dereham – miasto w Wielkiej Brytanii, w Anglii, w regionie East of England, w hrabstwie Norfolk, w dystrykcie Breckland. W 2001 r. miasto to zamieszkiwało 15 659 osób.
Zobacz też: Witburga, święta katolicka z Dereham.

## Miasta partnerskie
- Caudebec-lès-Elbeuf, Francja
- Rüthen, Niemcy